# 牧宗孝
牧 宗孝（まき むねたか、1983年3月26日 - ）は、日本の歌手、ダンサー、作詞家、作曲家。MIKEY（マイキー）名義でも活動している。東京都出身。
身長165cm。血液型O型。

## 略歴
1983年3月26日、東京生まれ。アーティスト集団「東京ゲゲゲイ」のリーダー。
5歳頃、正月に親戚が集まった際に、母の服を着て中森明菜や中山美穂の曲で歌って踊ったことが最初のショーとなる。その後、自らの希望で近所にあった日本舞踊を習うが、お囃子のほうにのめりこんで10年くらいやる。踊りを見てもらい、「おひねり」をもらうショーガールになりたかったのではないかと、本人はインタビューで答えている。
育った立川市にはかつてアメリカ空軍立川基地があったことから、黒人の経営するヒップホップの店もあった。そういった店でのダンスは不良の遊びというような風潮もあり、入店することは無かったが、中学生の牧がストリートダンスを意識するきっかけとなった。やがて、マイケル・ジャクソンやジャネット・ジャクソンの音楽を聴き、真似するようにヒップホップを自宅や夜の屋上などでこっそり踊るようになる。
19歳の時に音楽レーベル・リズメディアのオーディションでグランプリを獲得。その後、メジャーデビューを目指すが、セクシャルマイノリティである自身との乖離に悩み断念。歌を封印し、ストリートダンサーとして独学で活動を始める。
2005年頃、MAIKOと知り合い東京☆キッズを立ち上げる。この頃、自身がゲイであるとカミングアウト。東京☆キッズのショーはだんだんと奇抜になり、初期メンバー5人だったのが「ついていけない」と最終的にはMAIKOと2人になり、東京☆キッズは活動休止になる。なお、辞めたメンバーは後にs**t kingzを立ちあげ、ストリートダンス・シーンで活躍することになる。
2013年、牧が講師をしていたダンススタジオの教え子を集めて東京ゲゲゲイを結成。東京ゲゲゲイはダンスコンテストDANCE@HEROで歴代最高得点を出して5代目DANCE@HEROの座を獲得する。
2016年、加藤ミリヤに「あなたは絶対に歌ったほうがいい」と言われ、楽曲「女神の光」でフィーチャリングした。以降、個人や東京ゲゲゲイでの歌手活動を本格的に開始している。

## 関連
- 東京ゲゲゲイ
- Vanilla Grotesque - 2012年まで牧が主宰していたダンスカンパニー
- MONSTER GIRLFRIEND - 楽曲提供： https://www.neowing.co.jp/product/MGFR-1003
- アマゾン・トリオ - 楽曲提供：